# Ogooué-Maritime
Ogooué-Maritime je jedna od devet gabonskih provincija. Površina joj je 22.890 km², te prema popisu iz 2006. godine u njoj živi 137 993 stanovnika. Glavni grad provincije je Port-Gentil.
Zapadni rub provincije nalazi se na obalama Atlantskog oceana, uključujući Gvinejski zaljev na sjeveru. Na kopnu, graniči sa sljedećim provincijama:
- Estuaire - na sjeveru
- Moyen-Ogooué - na sjeveroistoku
- Ngounié - na istoku
- Nyanga - na jugoistoku

## Departmani
Ogooué-Maritime je podijeljen na tri departmana:
- Bendje (Port-Gentil)
- Etimboue (Omboue)
- Ndougou (Gamba)

## Vanjske poveznice
- Statoids, Departmani Gabona